# Мору (Жер)
Мору́ (фр. Mauroux) — коммуна во Франции, находится в регионе Юг — Пиренеи. Департамент — Жер. Входит в состав кантона Сен-Клар. Округ коммуны — Кондом.
Код INSEE коммуны — 32248.

## География

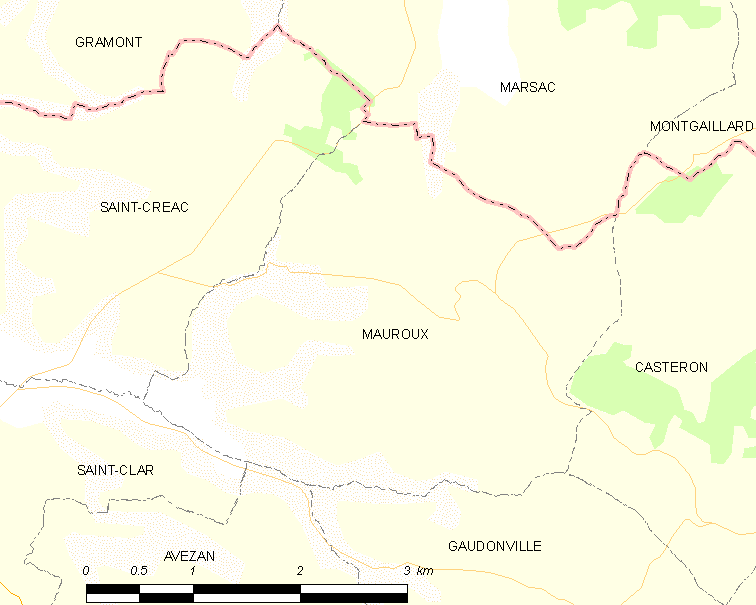
Карта коммуны

Коммуна расположена приблизительно в 570 км к югу от Парижа, в 65 км северо-западнее Тулузы, в 35 км к северо-востоку от Оша.

## Климат
Климат умеренно-океанический. Лето жаркое и немного дождливое, температура часто превышает 35 °С. Зимой часто бывает отрицательная температура и ночные заморозки. Годовое количество осадков — 700—900 мм.

## Население
Население коммуны на 2010 год составляло 143 человека.
| 1962 | 1968 | 1975 | 1982 | 1990 | 1999 | 2010 |
| ---- | ---- | ---- | ---- | ---- | ---- | ---- |
| 157  | 151  | 133  | 103  | 104  | 113  | 143  |

## Администрация
| Период | Период | Фамилия          | Партия             | Примечания |
| ------ | ------ | ---------------- | ------------------ | ---------- |
| 2001   | 2014   | Поль Дюбарри     | Радикальная партия |            |
| 2014   | 2020   | Кристиан Кардона |                    |            |

## Экономика
В 2010 году среди 81 человека трудоспособного возраста (15-64 лет) 62 были экономически активными, 19 — неактивными (показатель активности — 76,5 %, в 1999 году было 62,1 %). Из 62 активных жителей работали 58 человек (28 мужчин и 30 женщин), безработных было 4 (2 мужчин и 2 женщины). Среди 19 неактивных 8 человек были учениками или студентами, 6 — пенсионерами, 5 были неактивными по другим причинам.